# Susi Nicoletti
Susi Nicoletti (3 de septiembre de 1918 - 5 de junio de 2005) fue una actriz austriaca de origen alemán, destacando sobre todo por su trabajo en obras teatrales de Johann Nestroy y Ferdinand Raimund.

## Biografía

### Inicios
Su verdadero nombre era Susanne Emilie Luise Adele Habersack, y nació en Múnich, Alemania, siendo sus padres la actriz Consuela Nicoletti y el director de una empresa naviera Ernst Habersack. Cuando tenía tres años, la familia se mudó a Ámsterdam, donde su padre trabajó como director de banco. Nicoletti asistió a una escuela de ballet y siguió cursos de danza moderna. En 1927 regresó con su madre a Múnich, donde trabó amistad con Elisabeth y Michael Thomas Mann, hijos del escritor Thomas Mann. Asistió al Licel St.-Anna, y a los 13 años de edad era bailarina en el Teatro de Cámara de Múnich, iniciándose así su pasión por el teatro. Dos años más tarde finalizaba sus estudios y era bailarina solista en el Münchner Opernbühne. Tras el crac del 29, Nicoletti se vio obligada a abandonar sus planes de formación, completando un aprendizaje en la escuela de actuación de Magda Lena. A principios de los años 1930 adquirió experiencia con el grupo de cabaret Die Weißblaue Drehorgel. Desde 1936 a 1940 actuó en el Städtischen Bühnen de Núremberg, y debutó en el cine en el año 1939 con la película Schwarz und Blond.

### Viena
En 1940 se mudó a Viena, formando parte de la compañía del Burgtheater hasta el año 1992, siendo nombrada en 1983 miembro honoraria del mismo. Entre 1959 y 1961, y a partir de 1992, actuó también en el Theater in der Josefstadt.
Debutó en el Burgtheater con la obra de Hermann Bahr Der Franzl. Hizo en ese teatro más de cien papeles. En sus inicios personificaba a niñas vienesas dulces, con temperamento y descaradas, pasando más adelante a ser una actriz de carácter diferenciador, con un gesto preciso y grandes posibilidades cómicas. Entre las piezas más destacadas en las que participó figuran Das Mädl aus der Vorstadt (1941 y 1961), Der Talisman (1981/82), La fierecilla domada (1950), Der Biberpelz (1950), Vor Sonnenuntergang (1963/64), Liebelei (1954), Das weite Land (1978, con dirección de Otto Schenk), Amphitryon 38 (1955/56, de Jean Giraudoux), Un marido ideal (1961/62) y La importancia de llamarse Ernesto (1976/77).
Durante su estancia en el Theater in der Josefstadt participó en el estreno de la obra de Yehoshua Sobol Alma, llevada a cabo en 1996 en el Sanatorium Purkersdorf bajo la dirección de Paulus Manker.
Entre sus papeles más importantes en el Festival de Salzburgo, en el cual participó a partir de 1946, fueron el de Viola en Noche de reyes (1950), Colombine en Der Lügner (1952, de Carlo Goldoni), Marthe Schwerdtlein en Fausto (1961/62 y 1963/64, con dirección de Leopold Lindtberg), y Crescence en Der Schwierige (1967/68, con O. W. Fischer). Entre 1983 y 1989 interpretó a la madre en Jedermann.

### Enseñanza y cine
Susi Nicoletti fue también profesora de danza y teatro. Entre 1954 y 1989 fue profesora titular del Seminario Max Reinhardt, en Viena, además de impartir cursos de música y clases particulares. Entre sus estudiantes de mayor éxito se encuentran Heidelinde Weis, Pia Douwes, Ute Lemper, Senta Berger, Paulus Manker, Erika Pluhar o Albert Fortell.
Nicoletti hizo más de cien papeles en producciones televisivas y cinematográficas, principalmente en comedias, entre ellas Hallo Dienstmann (1952, con Hans Moser y Paul Hörbiger). Otras películas destacadas fueron Mariandl (1961), Mein Freund Harvey (telefilm de 1970 con Heinz Rühmann) y Comedian Harmonists (1997).

### Vida privada
Nicoletti se casó por vez primera con el cineasta austriaco Ludwig Ptack („Bibi“), al que conoció durante el rodaje de Mutterliebe, film dirigido por Gustav Ucicky. A causa de su matrimonio, ella recibió a finales de los años 1930 la ciudadanía austriaca. En 1940 tuvo una hija. Al año siguiente tuvo un hijo, que trabajó como actor en Europa y los Estados Unidos. Se divorció de Ptack el 3 de julio de 1946. En un segundo matrimonio estuvo casada con el actor y director teatral Ernst Haeusserman hasta la muerte de él en 1984. Tras la muerte de su marido, ella vivió en Viena, Los Ángeles y San Diego (Estados Unidos), donde vivían sus dos hijos.
Susi Nicoletti falleció en el año 2005 en el Hospital general de Viena, donde se recuperaba de una operación cardiaca. Tenía 86 años de edad. Fue enterrada en el Cementerio Döblinger Friedhof de Viena, en la tumba Gruppe 37, Reihe 1, Nummer 24, junto a su segundo marido.

## Filmografía (selección)
- 1939 : Mutterliebe
- 1939 : Das jüngste Gericht!
- 1942 : Sommerliebe
- 1947 : Das singende Haus
- 1949 : Kleiner Schwindel am Wolfgangsee
- 1949 : Mein Freund, der nicht nein sagen kann
- 1950 : Es schlägt 13
- 1951 : Der alte Sünder
- 1951 : Eine Frau mit Herz
- 1951 : Eva erbt das Paradies
- 1951 : Hallo Dienstmann
- 1952 : Der Tag vor der Hochzeit
- 1953 : Der Feldherrnhügel
- 1953 : Hochzeit auf Reisen
- 1953 : Ich und meine Frau
- 1954 : Kaisermanöver
- 1955 : An der schönen blauen Donau
- 1955 : Ehesanatorium
- 1955 : Ja, ja, die Liebe in Tirol
- 1955 : Sonnenschein und Wolkenbruch
- 1955 : Die Deutschmeister
- 1956 : Symphonie in Gold
- 1956 : Lügen haben hübsche Beine
- 1956 : Ein Mann muß nicht immer schön sein
- 1957 : Bekenntnisse des Hochstaplers Felix Krull
- 1957 : Und so was will erwachsen sein
- 1958 : Hoch klingt der Radetzkymarsch
- 1958 : Man müßte nochmal zwanzig sein
- 1958 : Man ist nur zweimal jung
- 1958 : Im Prater blüh’n wieder die Bäume
- 1958 : Whisky, Wodka, Wienerin
- 1959 : Immer die Mädchen
- 1959 : Traumrevue
- 1959 : Hula-Hopp, Conny
- 1960 : Kriminaltango
- 1961 : … und du mein Schatz bleibst hier
- 1961 : Ein Stern fällt vom Himmel
- 1961 : Mariandl
- 1961 : Die Abenteuer des Grafen Bobby
- 1962 : Die türkischen Gurken
- 1962 : Mariandls Heimkehr
- 1962 : Die Fledermaus
- 1963 : Schwejks Flegeljahre
- 1964 : Das hab ich von Papa gelernt
- 1970 : Mein Freund Harvey (telefilm)
- 1972 : Was geschah auf Schloß Wildberg
- 1974 : Tatort (serie TV), episodio Mord im Ministerium
- 1975 : Auch Mimosen wollen blühen
- 1979 : Polizeiinspektion 1 (serie TV), un episodio
- 1980 : Ringstraßenpalais (serie TV), seis episodios
- 1986 : Abschiedsvorstellung (telefilm)
- 1989 : Die schnelle Gerdi (serie TV)
- 1996 : Kommissar Rex (serie TV), un episodio
- 1996 : Die Nacht der Nächte (telefilm)
- 1997 : Comedian Harmonists
- 1999 : Alma - A Show biz ans Ende (miniserie TV)

## Radio
- 1988 : Jürgen Hofmann: Das Panorama, dirección de Robert Matejka (Rundfunk im amerikanischen Sektor Berlin/Österreichischer Rundfunk)

## Premios
- 1977 : Condecoración de las Ciencias y las Artes de Austria
- 1978 : Medalla de oro de la Capital Federal de Viena
- 1995 : Nombrado Kammerschauspieler
- 1997 : Anillo Johann Nestroy
- 2000 : Premio Romy por su trayectoria artística
- 2004 : Premio Undine por su trayectoria artística
- 2005 : Condecoración de Honor de la Provincia de Viena

## Escritos
- Nicht alles war Theater. Erinnerungen. Por Gaby von Schönthan. List, Múnich 1997, ISBN 3-471-78237-0.